# Quelque chose à propos de la vie
 (juin 2024).
Quelque chose à propos de la vie (anglais: Something About Life) est le premier album du chanteur anglais Hamza Robertson (en), sorti le 3 juillet 2007.

## Composition et sortie
Quelque chose à propos de la vie est sorti en juillet 2007 par Awakening Records.